# Jean-Félicissime Adry
Jean-Félicissime Adry, né à Vincelottes (Yonne) en 1749 et mort à Paris le 20 mars 1818, est un bibliographe français.

## Biographie
Entré dans la congrégation de l'Oratoire, il enseigne la rhétorique au collège de Troyes, dont il avait aussi été préfet. Il se lie avec Pierre-Jean Grosley, pour lequel il transcrit des documents sur l'histoire de Troyes. Il est ensuite bibliothécaire de la maison de l'Oratoire à Paris. Chassé de cet emploi lors de la Révolution, il se retire dans son cabinet, au milieu de ses livres, ne recevant de visites que de ses anciens élèves et de gens de lettres. 
S'étant fait remarquer par ses contributions au Magasin encyclopédique d'Aubin-Louis Millin de Grandmaison, il est nommé membre de la commission de l'examen des livres et obtient une pension. Outre plusieurs éditions d'ouvrages anciens et modernes, parmi lesquels Quintilien, Cicéron, Boccace, Madame de La Fayette, Fénelon, La Fontaine, François Raguenet, Joannes Baptista Silvius, Marie de Hautefort et François Charpentier, on lui doit notamment un Dictionnaire des jeux de l'enfance et de la jeunesse chez tous les peuples.

## Principaux ouvrages
- Histoire de la vie et de la mort tragique de Vittoria Accoramboni, duchesse de Bracciano (1800)
- Essai sur la bibliographie et sur les talens du bibliothécaire (1801)
- Notice sur les imprimeurs de la famille des Elzévirs, faisant partie de l'introduction au catalogue raisonné de toutes les éditions qu'ils ont données (1806)
- Notice sur le collège de Juilly (1807)
- Dictionnaire des jeux de l'enfance et de la jeunesse chez tous les peuples (1807). Réédition : Tchou, Paris, 1964.  Texte en ligne
- Catalogue des ouvrages que l'on doit lire pour étudier la religion et éclairer les difficultés de la Bible et de la théologie contenu dans : Jacques Paul Migne, Troisième et dernière encyclopédie théologique ou troisième et dernière série de dictionnaires sur toutes les parties de la science religieuse (60 volumes, 1855-1866)

## Pour approfondir